# Ups & downs
Ups & downs was een scholenquiz, die op VT4 werd uitgezonden. Gert Verhulst was de presentator van het programma.
Leerlingen van het 5e of 6e leerjaar moesten in groepen tegen elkaar strijden. Er waren verschillende rondes, zoals een kennisronde en een quizronde. Het programma was een coproductie tussen VT4 en Studio 100, het productiebedrijf van Gert Verhulst.
De eerste aflevering werd uitgezonden op 29 oktober 2003.

## Prijzen
Het programma werd in 2004 genomineerd voor de Gouden Roos.